# Société d'agriculture, commerce, sciences et arts du département de la Marne
La société d'agriculture, commerce, sciences et arts du département de la Marne (SACSAM), anciennement académie de Châlons est une société savante, fondée en 1750, à Châlons-en-Champagne.

## Objectifs et actions de la société
- La Société d'agriculture, commerce, sciences et arts du département de la Marne publie depuis son origine des Mémoires devenues Études marnaises[2].
- Le musée se trouve au 13 rue Pasteur à Châlons-en-Champagne dans la maison du Vidamé[3], il publie un bulletin archéologique.

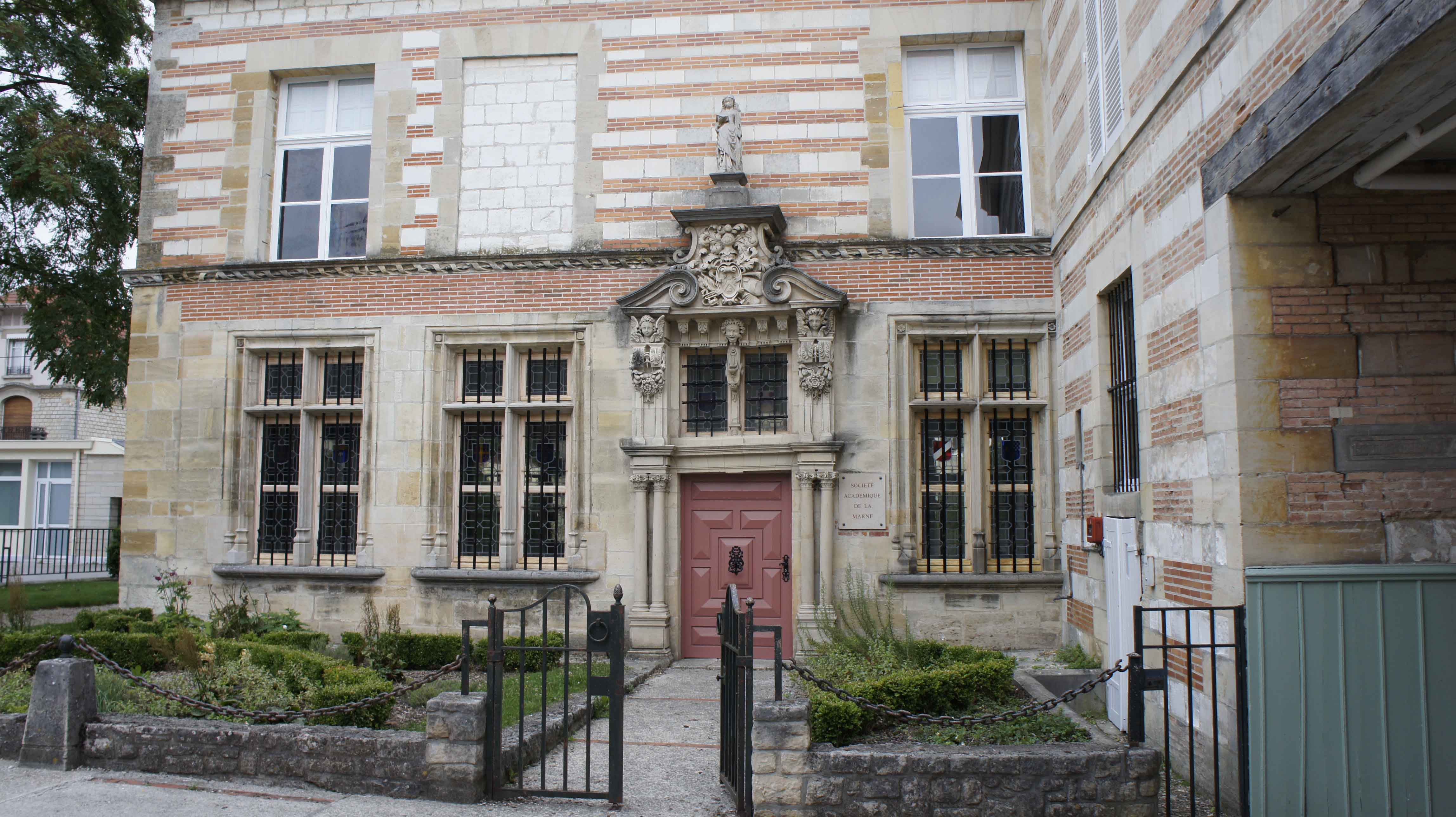
Musée Garinet, siège de la société.

## Membres
- Jean-Charles de Relongue de La Louptière, poète et aimable chansonnier reçu le 8 juillet 1755[4].
- Jules Garinet, membre et bienfaiteur de l'académie qui se trouve en son ancien hôtel particulier.
- Auguste Nicaise.
- Alexandre Godart de Juvigny, qui fut maire de la ville.
- Léon Morel archéologue et Émile Gastebois qui illustrait ses comptes-rendus.
- Just Berland, archiviste-paléographe, secrétaire de la Société de 1907 à 1951.

## Histoire
L'Académie de Châlons propose en 1777 un thème de concours sur les « moyens de détruire la mendicité en France en rendant les mendiants utiles à l’État sans les rendre malheureux », qui rencontre une très grand succès avec 118 participants, dont Charles Leclerc de Montlinot, qui fait partie des lauréats (Premier accessit). Laurence Fontaine offre une lecture approfondie de ces documents dans Vivre Pauvre. Quelques enseignements tirés de l'Europe des Lumières (NRF Essais, 2022).
Parmi les autres participants au concours de Châlons figuraient Louis Gidouin, Pierre-Clément Grignon, Charles-Joseph Panckoucke, Henri-Joseph Vander Borcht, François Sabbathier, Jean-Henry Roussel de la Bérardière, Louis de Monfrabeuf, et un membre de la famille Bourdier de Beauregard. Le livre issu du concours, par Pierre Claude Malvaux, est disponible sur Gallica.